# Zonosaurus brygooi
Zonosaurus brygooi är en ödleart som beskrevs av Mathias Lang och den tyske herpetologen Wolfgang Böhme 1990. Zonosaurus brygooi ingår i släktet Zonosaurus, och familjen sköldödlor. IUCN kategoriserar arten globalt som livskraftig. Inga underarter finns listade.

## Utbredning
Zonosaurus brygooi förekommer endemiskt på Madagaskar, där den hittats på nordöstra delen av ön.